# Gonatium hilare
Gonatium hilare là một loài nhện trong họ Linyphiidae.
Loài này thuộc chi Gonatium. Gonatium hilare được Tord Tamerlan Teodor Thorell miêu tả năm 1875.